# Rudolph von Cranach
Rudolph Anton Lucas von Cranach (* 22. Dezember 1823 auf Rittergut Craatzen bei Pyritz, Provinz Pommern; † 1. August 1879 in Soldin, Provinz Brandenburg) war ein deutscher Verwaltungsjurist und Politiker. Vor und nach der Deutschen Reichsgründung war er Reichstagsabgeordneter.

## Leben
Seine Eltern waren Christian Heinrich Wilhelm Lucas von Cranach (* 24. Oktober 1789; † 6. Oktober 1834) und dessen Ehefrau Clara geb. von Sander (* 8. April 1797; † 10. November 1883).
Rudolph von Cranach besuchte das Gymnasium in Stargard und studierte anschließend an der Ruprecht-Karls-Universität Heidelberg Rechtswissenschaft. 1842 wurde er im Corps Saxo-Borussia Heidelberg aktiv. Als Inaktiver wechselte er an die Friedrich-Wilhelms-Universität zu Berlin.
Später wurde er Landrat im Landkreis Soldin. Er war Mitglied des Brandenburgischen Provinziallandtags. 1871 war er Mitglied der Deputation der Reichstagsabgeordneten des Norddeutschen Bundes bei der Kaiserproklamation in Versailles. Verheiratet war er seit dem 12. August 1864 mit Mathilde geb. von Gundlach (* 29. Februar 1840; † 5. März 1928), Tochter des Gutsbesitzers Hans von Gundlach (* 1812; † 1864) auf Brunsdorf bei Marlow, zeitweise auch auf Lemmersdorf (Uckermark), und der Lucie von Zepelin-Appelhagen (* 1816; † 1882). Die Hochzeit fand auf Gut Rumpshagen statt.
Von 1870 bis 1873 war Cranach Mitglied des Preußischen Abgeordnetenhauses für den Wahlkreis Frankfurt 2 (Landsberg-Soldin). Er gehörte von 1867 bis 1870 dem Reichstag (Norddeutscher Bund) sowie von 1871 bis 1874 und 1878 bis 1879 dem Reichstag (Deutsches Kaiserreich) an. Dorthin wurde er vom Wahlkreis Frankfurt 2 (Landsberg-Soldin) entsandt. Im Reichstag gehörte er zur Fraktion der Konservativen Partei.